# 2566 Kirghizia
2566 Kirghizia је астероид главног астероидног појаса чија средња удаљеност од Сунца износи 2,449 астрономских јединица (АЈ).
Апсолутна магнитуда астероида је 12,6.